# Unidos da Vila Paranoá
O Grêmio Recreativo e Escola de Samba Unidos da Vila Paranoá (GRES Unidos da Vila Paranoá) é uma escola de samba brasileira, sediada em Paranoá, no Distrito Federal.
A escola estreou em 2007, trazendo Joãozinho Trinta em sua coordenação de Carnaval.

## Carnavais
| Ano  | Colocação | Grupo               | Enredo                                                                                          | Carnavalesco       |
| ---- | --------- | ------------------- | ----------------------------------------------------------------------------------------------- | ------------------ |
| 2007 |           | bloco               | As maravilhas do número 7                                                                       |                    |
| 2008 |           | bloco               | Paranoá que voo Genial                                                                          |                    |
| 2009 | 1º lugar  | Bloco               | circo - o maior espetáculo da Terra                                                             | Robson Salazar     |
| 2010 | 2º lugar  | 1 (segunda divisão) | Num país de crenças e superstições mil, a Vila Paranoá vem mostrar algumas existentes no Brasil | Luiz Carlos        |
| 2011 | 7º lugar  | 1 (segunda divisão) | De corpo e Alma                                                                                 | Christiano Cardoso |
| 2012 | 3º lugar  | 1 (segunda divisão) | Alô Alõ me mande uma mensagem por favor                                                         | Luiz Carlos        |
| 2013 | 5º lugar  | 1 (segunda divisão) | o Pão nosso de cada Dia                                                                         | Walter Nicolal     |
| 2014 | 2º lugar  | 1 (segunda divisão) | Da África ao Brasil, Negro escravo, negro Rei, negro sociedade.                                 | Luiz Carlos        |
| 2015 |           |                     | Não houve carnaval                                                                              |                    |
| 2016 |           |                     | Não houve carnaval                                                                              |                    |
| 2017 |           |                     | Não houve carnaval                                                                              |                    |
| 2018 |           |                     | Não houve carnaval                                                                              |                    |
| 2019 |           |                     | Não houve carnaval                                                                              |                    |
| 2020 |           |                     |                                                                                                 |                    |